# Mount Curl
Mount Curl är ett berg i Antarktis. Det ligger i Västantarktis. Argentina, Chile och Storbritannien gör anspråk på området. Toppen på Mount Curl är 1 481 meter över havet.
Terrängen runt Mount Curl är kuperad, och sluttar brant österut. Trakten är obefolkad. Det finns inga samhällen i närheten.